# S Ceará (S-14)
El USS Amberjack (SS-522) fue un submarino clase Balao construido para la Armada de los Estados Unidos a mediados de la década de 1940. Después de casi 20 años de servicio, fue transferido a la República Federativa del Brasil, donde prestó funciones bajo el nombre S Ceará (S-14) hasta su retiro en 1987.

## Construcción y características
Fue construido por el Boston Navy Yard, en la ciudad homónima de Massachusetts. La puesta de quilla fue el 8 de febrero de 1944, su botadura el 15 de diciembre del mismo año; entró al servicio el 4 de marzo de 1946. Bautizado USS Amberjack (SS-522), era el segundo submarino en llevar ese nombre. El anterior, USS Amberjack (SS-219), desapareció en combate en 1943.
Tenía un desplazamiento estándar de 1870 t, mientras que sumergido desplazaba 2420 t. Su eslora medía 93,7nbsp;m, su manga 8,3 m y su calado 5,5 m. Tres motores diésel en conjunto con dos motores eléctricos y dos hélices formaban el sistema de propulsión.

## Servicio
El USS Amberjack fue objeto de una modernización bajo el programa GUPPY.
Estados Unidos retiró al Amberjack el 17 de octubre de 1973, transfiriéndolo a las filas de la Marina de Brasil en una ceremonia en la Base de Submarinos de Key West, Florida.
Participó de los operativos DRAGÃO, Fraterno, ASPIRANTEX y TROPICALEX. Fue dado de baja en 1987.
En 1992, se inauguró un monumento erigido en su honor en la plaza Amigos da Marinha.